# ملفين كونينغهام
ملفين كونينغهام (بالإنجليزية: Melvin Cunningham) هو لاعب كرة قدم أمريكية أمريكي، ولد في 16 ديسمبر 1973.

## وصلات خارجية
- ملفين كونينغهام على موقع JustSportsStats.com (الإنجليزية)